# 남외초등학교
남외초등학교는 대한민국 울산광역시 중구에 있는 초등학교다.

## 학교 연혁
- 2000년대
  - 2005. 12. 30. 남외초등학교 설립
  - 2006. 09. 01. 12학급 개교(학생수 430명)
  - 2008. 03. 01. 36학급 편성(학생수 1361명)
  - 2008. 03. 01. 진주교육대학교 교육실습협력학교 운영(2년)
  - 2008. 12. 17. 2008학년도 울산방과후학교 우수사례 발표 은상 수상
  - 2008. 12. 26. 2008년 전국 100대 교육과정 우수학교 선정
  - 2009. 09. 16. 하반기 교원능력개발평가 선도학교 운영
  - 2010. 03. 01. 울산광역시 중구청과 5년간 학교 숲 조성 협약 체결
  - 2010. 03. 01. 울산광역시 교육청 지정 체육영재정책연구학교 선정(2년)
  - 2010. 12. 01. 울산광역시 과학교육종합평가 및 체육활동 우수 학교 선정
  - 2012. 05. 02. 울산광역시 학력증진 선도학교 운영(3년 연속 운영)
  - 2013. 03. 01. 미디어를 활용한 영재교육 연구시범학교 지정(1년)
  - 2015년
    - 2015. 03. 01. 37학급 편성(학생수 952명 / 남 513명, 여 439명 )
    - 2015. 03. 01. 제5대 이충호 교장선생님 취임
    - 2016. 02. 05. 제10회 졸업식(졸업생 202명, 누계 2204명)
    - 2016년
      - 2016. 03. 01. 36학급 편성(학생수 895명 / 남 486명, 여 409명)
      - 2016. 11. 23. 2016년 영어교육 활성화 우수학교 선정
      - 2017. 02. 10. 제11회 졸업식(졸업생 182명, 누계 2386명)
      - 2017년
        - 2017. 03. 01. 33학급 편성(학생수 842명, 남 453명, 여 389명)
        - 2017. 04. 03. 7560+운동 선도학교 운영
        - 2017. 05. 15. 통일 동아리 선도학교 운영
        - 2017. 12. 12. 2017년 영어교육 활성화 우수학교 선정(2년 연속 선정)
        - 2018. 02. 09. 제12회 졸업식(졸업생 134명, 누계 2520명)
        - 2018년
          - 2018. 03. 01. 33학급 편성(학생수 858명 / 남 453명, 여 405명)
          - 2018. 03. 01. 제6대 양교순 교장선생님 취임
          - 2019년
            - 2018. 03. 01.
            - 33학급 편성(학생수 834명/ 남 440명, 여 394명)